# Андији (Мерт и Мозел)
Андији (фр. Andilly) насеље је и општина у североисточној Француској у региону Лорена, у департману Мерт и Мозел која припада префектури Тул.
По подацима из 2011. године у општини је живело 287 становника, а густина насељености је износила 40,31 становника/km². Општина се простире на површини од 7,12 km². Налази се на средњој надморској висини од 220 метара (максималној 254 m, а минималној 213 m).

## Демографија
| 1962. | 1968. | 1975. | 1982. | 1990. | 1999. | 2011. |
| ----- | ----- | ----- | ----- | ----- | ----- | ----- |
| 205   | 202   | 155   | 190   | 205   | 218   | 287   |

График промене броја становника у току последњих година